# Takahiko Sumida
Takahiko Sumida (住田 貴彦 Sumida Takahiko?), född 12 mars 1991 i Tottori prefektur, är en japansk fotbollsspelare.
Sumida började sin karriär 2009 i Oita Trinita. 2010 flyttade han till Gainare Tottori. Efter Gainare Tottori spelade han för Grulla Morioka. Han avslutade karriären 2015.